# Blaise-Thérèse Sentetz
Blaise-Thérèse Sentetz est un homme politique français né le 1er juillet 1753 à Auch (Gers) et décédé le 1er novembre 1840 à Duran (Gers).
Procureur du roi de la sénéchaussée d'Auch en 1781, il est député du tiers état aux États généraux de 1789, où il s'occupe de l'organisation judiciaire. Il est ensuite président du tribunal civil d'Auch et président de la société d'agriculture du Gers. Rallié au coup d'État du 18 Brumaire, il devient conseiller général en 1800 et conseiller de préfecture en 1809. Nommé président du tribunal d'Auch en 1811, mais préfère conserver ses fonctions de conseiller de préfecture. Il est révoqué en septembre 1830.

## Sources
- « Blaise-Thérèse Sentetz », dans Adolphe Robert et Gaston Cougny, Dictionnaire des parlementaires français, Edgar Bourloton, 1889-1891 [détail de l’édition]